# إيمي اماموتو
إيمي اماموتو (山本 絵美) (9 مارس 1982 في ميورا في اليابان – )؛ هي لاعبة كرة قدم كانت تلعب كلاعب وسط. ولعبت مع منتخب اليابان لكرة القدم للسيدات.

## وصلات خارجية
- إيمي اماموتو على موقع الاتحاد الدولي (مؤرشف)  (الإنجليزية)
- إيمي اماموتو على موقع قاعدة بيانات كرة القدم.إي يو (الإنجليزية)
- إيمي اماموتو على موقع Soccerway.com (الإنجليزية)
- إيمي اماموتو على موقع عالم كرة القدم.نت (الإنجليزية)
- إيمي اماموتو على موقع اللجنة الأولمبية الدولية (الإنجليزية)
- إيمي اماموتو على موقع أوليمبيديا (الإنجليزية)